# Morti l'8 gennaio
| Questa pagina contiene informazioni ricavate automaticamente dalle voci biografiche con l'ausilio del template Bio e di un bot. L'aggiornamento è periodico e automatico e ricostruisce completamente la pagina. Se manca una persona in questa lista, sei pregato di non aggiungerla, ma accertati piuttosto che la sua voce biografica contenga il template Bio e che i dati anagrafici siano correttamente compilati. Se il template Bio manca, inseriscilo tu stesso o, in alternativa, metti l'avviso {{tmp\|Bio}} che ne segnala la mancanza. Se i dati riportati sono sbagliati, correggi direttamente la voce biografica; le modifiche saranno visibili in questa lista entro pochi giorni. Per chiarimenti vedi il progetto biografie. La lista contiene solo le 551 persone che sono citate nell'enciclopedia e per le quali è stato implementato correttamente il template Bio. Pagina aggiornata al 13 ago 2025. |

## V secolo(1)
- 482 - Severino, monaco cristiano e santo romano (n. 410)

## IX secolo(1)
- 871 - Bagsecg, re norrena

## XI secolo(3)
- 1012 - Giovanni V bar Isa, vescovo cristiano orientale siro
- 1026 - Atelmo, vescovo e arcivescovo anglosassone
- 1079 - Adele di Francia, nobile francese (n. 1009)

## XII secolo(4)
- 1107 - Edgar di Scozia, re (n. 1074)
- 1152 - Corrado I di Zähringen, nobile tedesco (n. 1090)
- 1177 - Manasse di Hierges, cavaliere medievale francese
- 1198 - Papa Celestino III, papa, vescovo cattolico e cardinale italiano

## XIII secolo(2)
- 1260 - Albero V di Kuenring-Dürnstein, nobile austriaco
- 1267 - William Maudit, VIII conte di Warwick, conte (n. 1220)

## XIV secolo(4)
- 1324 - Marco Polo, viaggiatore, scrittore e ambasciatore italiano (n. 1254)
- 1332 - Andronico III di Trebisonda, imperatore bizantino
- 1337 - Giotto, pittore e architetto italiano (n. 1267)
- 1354 - Carlo de La Cerda, nobile (n. 1326)

## XV secolo(3)
- 1420 - Lancillotto di Navarra, patriarca cattolico spagnolo (n. 1386)
- 1456 - Lorenzo Giustiniani, patriarca cattolico italiano (n. 1381)
- 1465 - Simone Beccadelli di Bologna, arcivescovo cattolico e politico italiano (n. 1419)

## XVI secolo(10)
- 1528 - Francesco Armellini Pantalassi de' Medici, cardinale italiano (n. 1469)
- 1531 - Alberto III Pio di Savoia, politico (n. 1475)
- 1538 - Beatrice d'Aviz, nobile (n. 1504)
- 1544 - Cecchino Bracci, nobile e artista italiano (n. 1527)
- 1557 - Alberto Alcibiade di Brandeburgo-Kulmbach, nobile (n. 1522)
- 1560 - Jan Łaski, teologo polacco (n. 1499)
- 1567 - Jacobus Vaet, compositore fiammingo
- 1570 - Philibert Delorme, architetto francese (n. 1514)
- 1594 - Battista Lorenzi, scultore italiano
- 1598 - Giovanni Giorgio di Brandeburgo, nobile tedesco (n. 1525)

## XVII secolo(16)
- 1608 - Guidubaldo Bonarelli della Rovere, nobile e poeta italiano (n. 1563)
- 1609 - Fernando Niño de Guevara, cardinale spagnolo (n. 1541)
- 1625 - Giovanni Gualberto Magli, cantante castrato italiano
- 1630 - Tomeo Confetti, vescovo cattolico italiano (n. 1550)
- 1638 - Asdrubale Mattei, nobile e collezionista d'arte italiano (n. 1556)
- 1642 - Galileo Galilei, fisico, astronomo e filosofo italiano (n. 1564)
- 1643 - Giovanni Camillo Glorioso, matematico e astronomo italiano (n. 1572)
- 1644 - Michele Monaco, religioso e storico italiano (n. 1574)
- 1664 - Moïse Amyraut, teologo francese (n. 1596)
- 1667 - John Carnegie, I conte di Northesk, nobile scozzese
- 1674 - Justus van Egmont, pittore fiammingo (n. 1601)
- 1678 - Emanuele Brignole, nobile e filantropo italiano (n. 1617)
- 1679 - Raymond Breton, religioso, missionario e linguista francese (n. 1609)
- 1688 - Francesco Foggia, compositore italiano (n. 1603)
- 1692 - Francesco da Copertino, religioso e architetto italiano (n. 1617)
- 1693 - Jan Andrzej Morsztyn, poeta e scrittore polacco (n. 1621)

## XVIII secolo(22)
- 1703 - Lorenzo Bellini, medico, anatomista e poeta italiano (n. 1643)
- 1713 - Arcangelo Corelli, compositore e violinista italiano (n. 1653)
- 1740 - Antonio Carmine Caracciolo, IV principe di Torella, principe e diplomatico italiano (n. 1692)
- 1742 - Johann Christoph von Naumann, ingegnere, architetto e militare tedesco (n. 1644)
- 1743 - William Capell, III conte di Essex, nobile e diplomatico inglese (n. 1697)
- 1755 - Francesco Ricci, cardinale italiano (n. 1679)
- 1757 - Giovanni Maria Benzon, arcivescovo cattolico italiano (n. 1670)
- 1762 - Teimuraz II di Cachezia, re (n. 1680)
- 1764 - James Murray, II duca di Atholl, nobile scozzese (n. 1690)
- 1765 - Charles Bertram, scrittore inglese (n. 1723)
- 1765 - Lorenzo Gaetano Zavateri, compositore e violinista italiano (n. 1690)
- 1772 - Benoît Audran detto il Giovane, incisore francese (n. 1698)
- 1775 - John Baskerville, imprenditore britannico (n. 1706)
- 1778 - Charles Michel-Ange Challe, pittore, disegnatore e architetto francese (n. 1718)
- 1780 - Dionigi Latomo Massa, vescovo cattolico italiano (n. 1703)
- 1787 - William Draper, generale inglese (n. 1721)
- 1789 - Jack Broughton, pugile inglese (n. 1703)
- 1789 - Ottaviano Cametti, matematico e religioso italiano (n. 1711)
- 1794 - Justus Möser, giurista, storico e scrittore tedesco (n. 1720)
- 1797 - Domenico Cagnoni, incisore italiano (n. 1734)
- 1799 - Giovanni Battista Bilesimo, giurista e teologo italiano (n. 1716)
- 1800 - Andrea Mazzitelli, militare e marinaio italiano (n. 1753)

## XIX secolo(65)
- 1803 - Domenico Cunego, incisore italiano
- 1805 - Thomas Pelham, I conte di Chichester, politico inglese (n. 1728)
- 1807 - Luigi Ciaffaleone di Villabona, militare italiano
- 1810 - Marija Ivanovna Danilova, ballerina russa (n. 1793)
- 1811 - Samuel Story, ammiraglio olandese (n. 1752)
- 1824 - Josepha Duschek, soprano austriaco (n. 1754)
- 1825 - Eli Whitney, imprenditore, inventore e ingegnere statunitense (n. 1765)
- 1827 - Pomare III, re (n. 1820)
- 1830 - Charles Dumont de Sainte Croix, zoologo francese (n. 1758)
- 1830 - Georg Heinrich Lünemann, filologo classico e lessicografo tedesco (n. 1780)
- 1831 - Franz Krommer, violinista e compositore ceco (n. 1759)
- 1833 - Édouard Jean-Baptiste Milhaud, generale e politico francese (n. 1766)
- 1834 - Jacques-Julien Houtou de La Billardière, botanico francese (n. 1755)
- 1835 - Domenico Genovesi, arcivescovo cattolico italiano (n. 1765)
- 1836 - Gennaro Ravizza, storico italiano (n. 1766)
- 1837 - Guglielmo in Baviera, nobile tedesco (n. 1752)
- 1839 - Giorgio Andrea Agnès des Geneys, ammiraglio e generale italiano (n. 1761)
- 1839 - Bartolomeo Carrea, scultore italiano (n. 1764)
- 1840 - Flora Mure-Campbell, marchesa di Hastings, nobildonna scozzese (n. 1780)
- 1840 - Ernesto di Lippe-Biesterfeld, conte tedesco (n. 1777)
- 1845 - James Burke, pugile britannico (n. 1809)
- 1845 - Paolina di Sagan, principessa tedesca (n. 1782)
- 1846 - Nikolaj Michajlovič Jazykov, poeta russo (n. 1803)
- 1846 - Granville Leveson-Gower, I conte Granville, diplomatico britannico (n. 1773)
- 1846 - Georg Friedrich Puchta, giurista tedesco (n. 1798)
- 1852 - Raimondo Guarini, storico, archeologo e epigrafista italiano (n. 1765)
- 1854 - William Carr Beresford, I visconte Beresford, militare e politico britannico (n. 1768)
- 1855 - Diponegoro, principe indonesiano (n. 1785)
- 1855 - Franz Binder von Krieglstein, diplomatico e nobile austriaco (n. 1774)
- 1858 - George Finch-Hatton, X conte di Winchilsea, politico inglese (n. 1791)
- 1858 - Henry Fox-Strangways, III conte di Ilchester, nobile e politico inglese (n. 1787)
- 1860 - Gustav von Franck, scrittore, editore e pittore austriaco (n. 1807)
- 1861 - Giovanni Gherardini, librettista italiano (n. 1778)
- 1864 - Victor Dourlen, compositore francese (n. 1780)
- 1865 - Aimé de Clermont-Tonnerre, generale, politico e nobile francese (n. 1779)
- 1866 - Basilio Emilio Desiderati, patriota italiano (n. 1840)
- 1868 - Tommaso Locatelli, giornalista e editore italiano (n. 1799)
- 1870 - Johann Peter Bruggisser, politico, giudice e imprenditore svizzero (n. 1806)
- 1870 - Demetrio II di Alessandria, vescovo cristiano orientale egiziano
- 1874 - Charles Étienne Brasseur de Bourbourg, archeologo belga (n. 1814)
- 1874 - Gaetano De Troia, avvocato e politico italiano (n. 1805)
- 1874 - Giuseppe Sabbioni, storico italiano (n. 1789)
- 1875 - Eugenio di Württemberg, nobile tedesco (n. 1820)
- 1876 - August Twesten, teologo tedesco (n. 1789)
- 1878 - Charles Cousin-Montauban, politico e militare francese (n. 1796)
- 1878 - Nikolaj Alekseevič Nekrasov, poeta russo (n. 1821)
- 1879 - Baldomero Espartero, generale e politico spagnolo (n. 1793)
- 1880 - Giovanni La Cecilia, scrittore, politico e rivoluzionario italiano (n. 1801)
- 1880 - Joshua A. Norton, imprenditore inglese (n. 1819)
- 1881 - Ferdinando Beneventano del Bosco, generale italiano (n. 1813)
- 1884 - Edoardo Arborio Mella, architetto italiano (n. 1808)
- 1887 - Hermann von Alvensleben, generale prussiano (n. 1809)
- 1888 - Auguste Maquet, scrittore e drammaturgo francese (n. 1813)
- 1890 - Giorgio Ronconi, baritono italiano (n. 1810)
- 1891 - Fredrik Pacius, compositore e direttore d'orchestra tedesco (n. 1809)
- 1891 - Friedrich Techmer, linguista tedesco (n. 1843)
- 1893 - Vincenzo Padula, presbitero, poeta e patriota italiano (n. 1819)
- 1895 - Matti Haapoja, serial killer finlandese (n. 1845)
- 1896 - Giuseppe Maria Graniello, cardinale e arcivescovo cattolico italiano (n. 1834)
- 1896 - William Rainey Marshall, politico statunitense (n. 1825)
- 1896 - Seikei Sekiya, geologo e sismologo giapponese (n. 1855)
- 1896 - Paul Verlaine, poeta francese (n. 1844)
- 1898 - Achille Emperaire, pittore francese (n. 1829)
- 1898 - Marco Treves, architetto e ingegnere italiano (n. 1814)
- 1899 - Francesco Costantini, politico e giurista italiano (n. 1827)

## XX secolo(277)
- 1901 - Ernst Gustav Kirsch, matematico e ingegnere tedesco (n. 1841)
- 1901 - Giuseppe Miraglia, magistrato e politico italiano (n. 1816)
- 1901 - José Morgades y Gili, vescovo cattolico spagnolo (n. 1826)
- 1902 - Joaquim Augusto Mouzinho de Albuquerque, ufficiale portoghese (n. 1855)
- 1902 - Adam Worth, criminale tedesco (n. 1844)
- 1903 - Achille Argentino, patriota e politico italiano (n. 1821)
- 1905 - Josip Belušić, inventore austro-ungarico (n. 1847)
- 1907 - Beniamino Marciano, patriota, educatore e politico italiano (n. 1831)
- 1907 - Paul Julius Möbius, scienziato e neurologo tedesco (n. 1853)
- 1908 - Sigismondo Brandolini Rota, vescovo cattolico italiano (n. 1823)
- 1908 - Alessandro Gherardi, archivista e storico italiano (n. 1844)
- 1909 - James C. Brewster, religioso statunitense (n. 1826)
- 1909 - Harry Seeley, paleontologo britannico (n. 1839)
- 1910 - Giovanni Maria d'Alessandro, politico, archeologo e militare italiano (n. 1824)
- 1910 - Francesco Satolli, cardinale italiano (n. 1839)
- 1911 - Pietro Gori, anarchico, giornalista e avvocato italiano (n. 1865)
- 1912 - Dario Mattei Gentili, arcivescovo cattolico italiano (n. 1842)
- 1913 - Patrick Joseph Power, politico irlandese (n. 1850)
- 1914 - Simon Bolivar Buckner, generale e politico statunitense (n. 1823)
- 1915 - Sandy Cowan, giocatore di lacrosse canadese (n. 1879)
- 1915 - Eugène Grébaut, egittologo francese (n. 1846)
- 1915 - Rodolfo Renier, filologo, letterato e filosofo italiano (n. 1857)
- 1916 - Rembrandt Bugatti, scultore italiano (n. 1884)
- 1917 - Antonio Baldissera, generale italiano (n. 1838)
- 1917 - Émile Bertaux, storico dell'arte francese (n. 1869)
- 1917 - Osvaldo Gnocchi Viani, giornalista e politico italiano (n. 1837)
- 1917 - Mary Arthur McElroy, insegnante statunitense (n. 1841)
- 1917 - Maximilian von Schwartzkoppen, ufficiale prussiano (n. 1850)
- 1917 - George Warrender, ammiraglio scozzese (n. 1860)
- 1918 - Johannes Pääsuke, fotografo, regista e direttore della fotografia estone (n. 1892)
- 1919 - Joaquín Agrasot, pittore spagnolo (n. 1836)
- 1919 - Eugenio Brunetta d'Usseaux, dirigente sportivo italiano (n. 1857)
- 1919 - Peter Altenberg, scrittore, poeta e aforista austriaco (n. 1859)
- 1919 - Leonilde Gabbi, soprano italiana (n. 1863)
- 1919 - Ippolito Niccolini, politico e imprenditore italiano (n. 1848)
- 1919 - Max Näther, militare e aviatore tedesco (n. 1899)
- 1919 - Jim O'Rourke, giocatore di baseball statunitense (n. 1850)
- 1920 - Aristide Baragiola, linguista italiano (n. 1847)
- 1920 - Giuseppe Chiarolanza, pittore italiano (n. 1864)
- 1920 - Maud Powell, violinista statunitense (n. 1867)
- 1921 - Firmin Girard, pittore francese (n. 1838)
- 1921 - Aldo Milano, calciatore italiano (n. 1896)
- 1923 - H. G. van de Sande Bakhuyzen, astronomo olandese (n. 1838)
- 1924 - Giorgio Guidelli, compositore di scacchi italiano (n. 1897)
- 1925 - George Bellows, pittore e illustratore statunitense (n. 1882)
- 1925 - Fernand Sanz, pistard e pugile francese (n. 1881)
- 1926 - Carlo Carignani, generale italiano (n. 1857)
- 1927 - Antonio Cardarelli, medico, patologo e politico italiano (n. 1831)
- 1927 - Sid Evans, pugile britannico (n. 1881)
- 1927 - Gino Papini, decoratore italiano (n. 1865)
- 1928 - Juan B. Justo, politico, medico e giornalista argentino (n. 1865)
- 1929 - Pasquale Lolordo, mafioso italiano (n. 1887)
- 1929 - Ernst von Mohl, insegnante tedesco (n. 1849)
- 1930 - Alfredo Castellani, orafo e restauratore italiano (n. 1856)
- 1930 - Henry Sturmey, inventore e imprenditore britannico
- 1931 - Jim McKenzie, pugile britannico (n. 1903)
- 1932 - Arthur Goodyer, calciatore inglese (n. 1854)
- 1932 - Eurosia Fabris Barban, beata italiana (n. 1866)
- 1933 - Herbert John Louis Hinkler, pioniere dell'aviazione e inventore australiano (n. 1892)
- 1933 - Alfonso di Baviera, generale tedesco (n. 1862)
- 1934 - Andrej Belyj, scrittore, poeta e filosofo russo (n. 1880)
- 1934 - Emmanuel Rodocanachi, storico e biografo francese (n. 1859)
- 1934 - Alexandre Stavisky, banchiere e criminale francese (n. 1886)
- 1935 - Louis de Beaufront, linguista, glottoteta e esperantista francese (n. 1855)
- 1935 - Hubert Vos, pittore olandese (n. 1855)
- 1937 - Richard Anschütz, chimico tedesco (n. 1852)
- 1937 - George C. Shedd, scrittore statunitense (n. 1877)
- 1937 - Henry Tonks, pittore e insegnante britannico (n. 1862)
- 1938 - Christian Rohlfs, pittore tedesco (n. 1849)
- 1938 - Myrtle Stedman, attrice e cantante statunitense (n. 1883)
- 1939 - Frank Stoker, tennista e rugbista a 15 irlandese (n. 1867)
- 1939 - Alípio de Miranda-Ribeiro, zoologo brasiliano (n. 1874)
- 1940 - Eduard Reimoser, aracnologo austriaco (n. 1864)
- 1940 - Igino Benvenuto Supino, storico dell'arte e pittore italiano (n. 1858)
- 1941 - Robert Baden-Powell, generale, educatore e scrittore britannico (n. 1857)
- 1941 - Viktor Dankl von Krasnik, generale austro-ungarico (n. 1854)
- 1941 - Umberto Tinivella, militare italiano (n. 1891)
- 1942 - Alessandro Lazzerini, scultore italiano (n. 1860)
- 1942 - Antonio Ortiz Echague, pittore spagnolo (n. 1883)
- 1942 - Joseph Franklin Rutherford, predicatore e avvocato statunitense (n. 1869)
- 1943 - Oddo Casagrandi, medico italiano (n. 1872)
- 1943 - Jiří Stanislav Guth-Jarkovský, dirigente sportivo cecoslovacco (n. 1861)
- 1943 - Andres Larka, politico estone (n. 1879)
- 1944 - Joseph Jastrow, psicologo statunitense (n. 1863)
- 1944 - Carl Christian Mez, botanico tedesco (n. 1866)
- 1944 - Bernardo Paoloni, meteorologo e religioso italiano (n. 1881)
- 1945 - Nino Savarese, scrittore italiano (n. 1882)
- 1946 - Thomas Barbour, erpetologo e naturalista statunitense (n. 1884)
- 1946 - Dion Fortune, psicologa, scrittrice e esoterista britannica (n. 1890)
- 1947 - Tadeusz Kutrzeba, generale polacco (n. 1885)
- 1947 - Albert Stolz, pittore italiano (n. 1875)
- 1948 - Kurt Schwitters, artista tedesco (n. 1887)
- 1948 - Richard Tauber, tenore austriaco (n. 1891)
- 1949 - Perce Blackborow, esploratore e marinaio gallese (n. 1894)
- 1949 - Yoshijirō Umezu, generale giapponese (n. 1882)
- 1950 - László Cseh, calciatore ungherese (n. 1910)
- 1950 - Joseph Schumpeter, economista austriaco (n. 1883)
- 1951 - Alexander Chulaparambil, vescovo cattolico indiano (n. 1877)
- 1951 - Hamilton Jukes, hockeista su ghiaccio britannico (n. 1895)
- 1951 - Giuseppe Locatelli, storico, letterato e presbitero italiano (n. 1872)
- 1952 - Antonia Maury, astronoma statunitense (n. 1866)
- 1953 - Heinrich Kaspar Schmid, compositore e direttore d'orchestra tedesco (n. 1874)
- 1953 - Gaston Velle, regista francese (n. 1868)
- 1954 - Eduard Wiiralt, pittore estone (n. 1898)
- 1955 - Fred Geary, calciatore inglese (n. 1868)
- 1956 - Giuseppe Aliberti, calciatore e allenatore di calcio italiano (n. 1901)
- 1957 - Carlo Bozzi, calciatore italiano (n. 1896)
- 1957 - Amerigo Contini, aviatore, militare e pittore italiano (n. 1894)
- 1957 - Frederick Voigt, giornalista inglese (n. 1892)
- 1958 - Mary Colter, architetto e designer statunitense (n. 1869)
- 1959 - Augusto Majani, pittore e illustratore italiano (n. 1867)
- 1961 - Yaşar Doğu, lottatore turco (n. 1913)
- 1961 - Valentin Faltlhauser, psichiatra tedesco (n. 1876)
- 1961 - Stefanio Fedeli, generale e aviatore italiano (n. 1895)
- 1961 - Sverre Fredriksen, calciatore norvegese (n. 1906)
- 1962 - Roger François Ducret, schermidore francese (n. 1888)
- 1962 - Gustavo Fabbri, politico italiano (n. 1882)
- 1962 - Raffaello Fossi, pittore italiano (n. 1928)
- 1962 - Luigi Pareti, storico e archeologo italiano (n. 1885)
- 1962 - Hyam Plutzik, poeta statunitense (n. 1911)
- 1962 - Attilio Ravani, calciatore italiano (n. 1900)
- 1962 - Augusto Silva, allenatore di calcio e calciatore portoghese (n. 1902)
- 1962 - Maximilian von Hohenberg, nobile austriaco (n. 1902)
- 1963 - Jack Okey, direttore artistico e scenografo statunitense (n. 1889)
- 1963 - Kay Sage, pittrice e poetessa statunitense (n. 1898)
- 1964 - Julius Raab, politico austriaco (n. 1891)
- 1964 - Lewis Seiler, regista e sceneggiatore statunitense (n. 1890)
- 1964 - Martin Stixrud, pattinatore artistico su ghiaccio norvegese (n. 1876)
- 1965 - Boris Vasil'evič Barnet, regista e sceneggiatore sovietico (n. 1902)
- 1965 - Johann Paul Kremer, militare e criminale di guerra tedesco (n. 1883)
- 1965 - Volodymyr Sosjura, poeta ucraino (n. 1898)
- 1966 - Alberto Cianca, giornalista e politico italiano (n. 1884)
- 1966 - Alessandro Resch, aviatore italiano (n. 1892)
- 1967 - Zbigniew Cybulski, attore polacco (n. 1927)
- 1967 - Josef Frank, architetto austriaco (n. 1885)
- 1967 - Nikolaj Pavlovič Ochlopkov, attore e regista sovietico (n. 1900)
- 1968 - Robert Bice, attore statunitense (n. 1914)
- 1968 - Richard Cleire, missionario e vescovo cattolico belga (n. 1900)
- 1968 - Ctibor Malý, calciatore boemo (n. 1885)
- 1968 - Albert Massard, calciatore lussemburghese (n. 1900)
- 1968 - Piero Pastore, calciatore, allenatore di calcio e attore cinematografico italiano (n. 1903)
- 1968 - Edgar Vuithier, calciatore svizzero (n. 1894)
- 1969 - Ettore Caffaratti, generale e cavaliere italiano (n. 1886)
- 1969 - Sebastian Englert, presbitero, missionario e linguista tedesco (n. 1888)
- 1969 - Leopoldo Gasparini, politico e partigiano italiano (n. 1894)
- 1969 - Leslie Goodwins, regista e sceneggiatore britannico (n. 1899)
- 1969 - Albert Hill, mezzofondista britannico (n. 1889)
- 1969 - Elmar Kaljot, calciatore estone (n. 1901)
- 1970 - Dave Halliday, allenatore di calcio e calciatore scozzese (n. 1901)
- 1970 - Silvio Quadrelli, sollevatore italiano (n. 1889)
- 1971 - Charles Denny, pistard britannico (n. 1886)
- 1971 - Adriano Lualdi, compositore, direttore d'orchestra e politico italiano (n. 1885)
- 1972 - Olive Ann Alcorn, attrice, modella e ballerina statunitense (n. 1900)
- 1972 - Alfred Gehri, commediografo, sceneggiatore e regista svizzero (n. 1895)
- 1972 - Paul Nettl, critico musicale e musicologo austro-ungarico (n. 1889)
- 1972 - Wesley Ruggles, regista statunitense (n. 1889)
- 1972 - Ján Ursíny, politico e pastore protestante slovacco (n. 1896)
- 1973 - Luigi Calderini, pittore e scultore italiano (n. 1880)
- 1973 - Giovanni De Toni, pediatra italiano (n. 1895)
- 1973 - Karel Podrazil, calciatore cecoslovacco (n. 1905)
- 1973 - Eugen Schuhmacher, zoologo tedesco (n. 1906)
- 1975 - Enzo Barile, compositore italiano (n. 1907)
- 1975 - John Dierkes, attore statunitense (n. 1905)
- 1975 - John Gregson, attore britannico (n. 1919)
- 1975 - Ragnvald Smedvik, arbitro di calcio e calciatore norvegese (n. 1894)
- 1975 - Richard Tucker, tenore statunitense (n. 1913)
- 1976 - George Baker, baritono e attore inglese (n. 1885)
- 1976 - Anibal José, calciatore portoghese (n. 1904)
- 1976 - Pierre Jean Jouve, scrittore e poeta francese (n. 1887)
- 1976 - Bruno Mello, pittore e scenografo italiano (n. 1896)
- 1976 - Emilio Secci, politico italiano (n. 1912)
- 1976 - Georges Stuttler, calciatore francese (n. 1897)
- 1976 - Zhou Enlai, politico, rivoluzionario e generale cinese (n. 1898)
- 1977 - Angelo Carboni, avvocato e politico italiano (n. 1891)
- 1977 - Lando Ferretti, politico, giornalista e dirigente sportivo italiano (n. 1895)
- 1977 - Charles Frend, regista e montatore britannico (n. 1909)
- 1977 - Horst von Mellenthin, generale tedesco (n. 1898)
- 1977 - Aldo Rossini, militare e politico italiano (n. 1888)
- 1978 - André François-Poncet, ambasciatore e politico francese (n. 1887)
- 1978 - Miguel Benancio Sánchez, atleta argentino (n. 1952)
- 1979 - Sara Carter, musicista statunitense (n. 1898)
- 1979 - Ugo Ceria, calciatore italiano (n. 1900)
- 1979 - Victor Hubinon, fumettista belga (n. 1924)
- 1979 - Luigi Mallé, storico dell'arte italiano (n. 1920)
- 1979 - Martin Obzina, scenografo statunitense (n. 1905)
- 1979 - Yuen Siu-tien, attore e artista marziale cinese (n. 1912)
- 1980 - Tryggve Gran, aviatore, esploratore e scrittore norvegese (n. 1888)
- 1980 - John Mauchly, inventore e ingegnere statunitense (n. 1907)
- 1980 - Emilio Patrissi, politico italiano (n. 1910)
- 1980 - Michele Tatulli, poliziotto italiano (n. 1955)
- 1981 - Matthew Beard, attore cinematografico statunitense (n. 1925)
- 1981 - Ermelinda De Felice, attrice italiana (n. 1915)
- 1981 - Shigeru Egami, karateka e maestro di karate giapponese (n. 1912)
- 1981 - Mortimer von Kessel, generale tedesco (n. 1893)
- 1981 - Aleksandr Aleksandrovič Kotov, scacchista sovietico (n. 1913)
- 1981 - Arthur Nethercot, critico letterario, scrittore e poeta statunitense (n. 1895)
- 1981 - Ignazio Petrone, politico italiano (n. 1915)
- 1981 - Václav Průša, calciatore cecoslovacco (n. 1912)
- 1982 - Grégoire Aslan, attore armeno (n. 1908)
- 1982 - Gontrano Innocenti, calciatore italiano (n. 1903)
- 1982 - Joseph O'Connor, pallanuotista irlandese (n. 1904)
- 1982 - Reta Shaw, attrice statunitense (n. 1912)
- 1983 - Hüseyin Alp, cestista e attore turco (n. 1935)
- 1983 - Gale Page, attrice e cantante statunitense (n. 1913)
- 1984 - Baba Sali, rabbino e religioso marocchino (n. 1889)
- 1984 - Tom Kelley, fotografo statunitense (n. 1919)
- 1984 - Li Soo-nam, calciatore sudcoreano (n. 1927)
- 1984 - Gennaro Pesce, archeologo italiano (n. 1902)
- 1985 - Eva Bowring, politica statunitense (n. 1892)
- 1985 - Paola Musiani, cantante italiana (n. 1949)
- 1986 - Pierre Fournier, violoncellista francese (n. 1906)
- 1986 - Károly Mikes, calciatore ungherese (n. 1913)
- 1987 - Da Rovere, paroliere e editore italiano (n. 1903)
- 1987 - Giovanni Ghio, calciatore italiano (n. 1901)
- 1987 - Eric M. Hassberg, compositore di scacchi statunitense (n. 1918)
- 1987 - Ezio Mutti, pittore e scultore italiano (n. 1906)
- 1987 - Gualtiero Zanetti, giornalista italiano (n. 1922)
- 1988 - Vjačeslav Aleksandrovič Aleksandrov, militare sovietico (n. 1968)
- 1988 - Jared French, pittore e fotografo statunitense (n. 1905)
- 1988 - Nassif Majdalani, conduttore radiofonico e conduttore televisivo libanese (n. 1913)
- 1988 - Andrej Aleksandrovič Mel'nikov, militare sovietico (n. 1968)
- 1988 - Boyd Morgan, attore e stuntman statunitense (n. 1915)
- 1988 - Franco Rizzotti, pugile e militare italiano (n. 1925)
- 1988 - Norbert Schiller, attore e regista austriaco (n. 1899)
- 1989 - Johnny Jordaan, cantante olandese (n. 1924)
- 1989 - Kenneth McMillan, attore statunitense (n. 1932)
- 1989 - Frank Sullivan, hockeista su ghiaccio canadese (n. 1898)
- 1990 - Georgie Auld, sassofonista e clarinettista canadese (n. 1919)
- 1990 - John Schick, cestista statunitense (n. 1916)
- 1990 - Terry-Thomas, attore e cabarettista britannico (n. 1911)
- 1991 - Steve Clark, chitarrista e compositore britannico (n. 1960)
- 1991 - Ursula Hirschmann, politica e antifascista tedesca (n. 1913)
- 1992 - Francesco Audisio, calciatore italiano (n. 1901)
- 1992 - Anthony Dawson, attore britannico (n. 1916)
- 1992 - Giuseppe Farfanelli, pugile italiano (n. 1915)
- 1992 - Marjorie Kane, attrice statunitense (n. 1909)
- 1992 - Miguel Roca Cabanellas, arcivescovo cattolico spagnolo (n. 1921)
- 1992 - Nicolas Schöffer, artista ungherese (n. 1912)
- 1992 - Zoja Ivanovna Voskresenskaja, diplomatica, agente segreta e scrittrice sovietica (n. 1907)
- 1993 - Beppe Alfano, giornalista italiano (n. 1945)
- 1993 - Ramón Etchamendi, cestista e allenatore di pallacanestro uruguaiano (n. 1930)
- 1993 - Teresa Sensi, scrittrice e giornalista italiana (n. 1900)
- 1994 - Jay Blackton, compositore statunitense (n. 1909)
- 1994 - Pat Buttram, attore e doppiatore statunitense (n. 1915)
- 1994 - Edward Duke, attore britannico (n. 1953)
- 1994 - René Faye, pistard francese (n. 1923)
- 1994 - Harry Boye Karlsen, calciatore norvegese (n. 1920)
- 1994 - Ruth Osburn, discobola statunitense (n. 1912)
- 1994 - Gheorghe Rășinaru, calciatore rumeno (n. 1915)
- 1995 - Alfredo Bovio Di Giovanni, pittore italiano (n. 1907)
- 1995 - Carlos Monzón, pugile e attore argentino (n. 1942)
- 1996 - Fausto Bisantis, avvocato e politico italiano (n. 1909)
- 1996 - Carmen Conde, poetessa spagnola (n. 1907)
- 1996 - Teobaldo Depetrini, calciatore e allenatore di calcio italiano (n. 1913)
- 1996 - Norrie McCathie, calciatore scozzese (n. 1961)
- 1996 - François Mitterrand, politico e partigiano francese (n. 1916)
- 1996 - Adriana Pincherle, pittrice italiana (n. 1905)
- 1996 - Paul Vialar, scrittore francese (n. 1898)
- 1996 - Prokofij Filippovič Zubets, ingegnere aeronautico sovietico (n. 1915)
- 1997 - Melvin Calvin, biochimico statunitense (n. 1911)
- 1997 - Paul Endacott, cestista statunitense (n. 1902)
- 1997 - Mario Giansone, scultore e pittore italiano (n. 1915)
- 1997 - Don Slocum, cestista statunitense (n. 1928)
- 1998 - Rui Araújo, calciatore portoghese (n. 1910)
- 1998 - Erwin Blasl, pallanuotista austriaco (n. 1911)
- 1998 - Tony Lavelli, cestista statunitense (n. 1926)
- 1998 - Albino Mensa, arcivescovo cattolico italiano (n. 1916)
- 1998 - Max Morris, cestista e giocatore di football americano statunitense (n. 1925)
- 1998 - Elio Polimeno, attore italiano (n. 1943)
- 1998 - Michael Tippett, compositore britannico (n. 1905)
- 1999 - Piero Giangaspro, artista, giornalista e critico d'arte italiano (n. 1928)
- 1999 - Peter Seeberg, scrittore danese (n. 1925)
- 2000 - Karl Adamek, calciatore e allenatore di calcio austriaco (n. 1910)
- 2000 - Tommy Conlon, attore statunitense (n. 1917)
- 2000 - Henry Eriksson, mezzofondista svedese (n. 1920)
- 2000 - Fritz Thiedemann, cavaliere tedesco (n. 1918)
- 2000 - Gianni Vagliani, attore e doppiatore italiano (n. 1926)

## XXI secolo(141)
- 2001 - Philip Barker, archeologo britannico (n. 1920)
- 2001 - Marcello Bernardi, pediatra, pedagogista e saggista italiano (n. 1922)
- 2001 - Don Brodie, attore statunitense (n. 1904)
- 2001 - Francesca Vacca Agusta, nobile italiana (n. 1942)
- 2001 - Paul Vanden Boeynants, imprenditore e politico belga (n. 1919)
- 2002 - Maurice Stevenson Bartlett, statistico britannico (n. 1910)
- 2002 - Giovanni Bonalumi, scrittore e saggista svizzero (n. 1920)
- 2002 - Aleksandr Michajlovič Prochorov, fisico sovietico (n. 1916)
- 2002 - Pasquale Rywalski, religioso svizzero (n. 1911)
- 2002 - Dave Thomas, imprenditore statunitense (n. 1932)
- 2003 - Fouad el-Kheir, cestista e allenatore di pallacanestro egiziano (n. 1921)
- 2003 - Ron Goodwin, compositore e direttore d'orchestra britannico (n. 1925)
- 2003 - Jean Meyer, attore, commediografo e regista francese (n. 1914)
- 2003 - Angelo Romani, nuotatore italiano (n. 1934)
- 2004 - Delfín Benítez Cáceres, calciatore paraguaiano (n. 1910)
- 2004 - Pier Luigi Ighina, pseudoscienziato italiano (n. 1908)
- 2004 - Gábor Török, calciatore ungherese (n. 1936)
- 2005 - Margherita Carosio, soprano e attrice italiana (n. 1908)
- 2005 - Tage Fahlborg, canoista svedese (n. 1912)
- 2005 - Suvad Katana, calciatore bosniaco (n. 1969)
- 2005 - Friedrich Kuhn, bobbista tedesco (n. 1919)
- 2005 - Song Renqiong, politico e generale cinese (n. 1909)
- 2006 - Richard Aquilina, calciatore maltese (n. 1953)
- 2006 - Elson Becerra, calciatore colombiano (n. 1978)
- 2006 - Yves Gras, generale e storico francese (n. 1921)
- 2006 - Giorgio Guglielmo di Hannover, principe e diplomatico tedesco (n. 1915)
- 2006 - Mimmo Rotella, artista italiano (n. 1918)
- 2006 - Jim Spruill, giocatore di football americano, allenatore di football americano e cestista statunitense (n. 1923)
- 2007 - Giuseppe Angelini, politico italiano (n. 1920)
- 2007 - Arthur Cockfield, funzionario e politico britannico (n. 1916)
- 2007 - Yvonne De Carlo, attrice, cantante e ballerina canadese (n. 1922)
- 2007 - David Ervine, politico britannico (n. 1953)
- 2007 - Iwao Takamoto, regista, animatore e produttore televisivo statunitense (n. 1925)
- 2007 - Gianni Toti, poeta, artista e giornalista italiano (n. 1924)
- 2008 - Moshe Levi, generale israeliano (n. 1936)
- 2008 - Cissie Stewart, nuotatrice britannica (n. 1911)
- 2009 - Alberto Eliani, calciatore e allenatore di calcio italiano (n. 1922)
- 2009 - Don Galloway, attore statunitense (n. 1937)
- 2009 - Lamya, cantante omanita (n. 1973)
- 2009 - Gaston Lenôtre, pasticciere francese (n. 1920)
- 2009 - Zsuzsanna Morvay, schermitrice ungherese (n. 1929)
- 2009 - Richard John Neuhaus, presbitero, scrittore e teologo canadese (n. 1936)
- 2009 - Flavio Orlandi, politico italiano (n. 1921)
- 2010 - Art Clokey, animatore statunitense (n. 1921)
- 2010 - Piero De Bernardi, sceneggiatore italiano (n. 1926)
- 2010 - Tony Halme, wrestler, artista marziale misto e pugile finlandese (n. 1963)
- 2010 - Otmar Suitner, direttore d'orchestra e pianista austriaco (n. 1922)
- 2011 - Mike Gambrill, pistard britannico (n. 1935)
- 2011 - José García, calciatore uruguaiano (n. 1926)
- 2011 - Oleg Grabar, storico dell'arte e archeologo francese (n. 1929)
- 2011 - Ángel Pedraza, allenatore di calcio e calciatore spagnolo (n. 1962)
- 2011 - Klauspeter Seibel, direttore d'orchestra tedesco (n. 1936)
- 2011 - Juan Piquer Simón, regista spagnolo (n. 1935)
- 2011 - Thorbjørn Svenssen, calciatore norvegese (n. 1924)
- 2011 - Stan Weber, cestista statunitense (n. 1925)
- 2012 - Andrea Bosic, attore sloveno (n. 1919)
- 2012 - Françoise Christophe, attrice francese (n. 1923)
- 2012 - Dušan Lovriha, partigiano, militare e politico sloveno (n. 1923)
- 2012 - David Kirkwood, pentatleta statunitense (n. 1935)
- 2012 - John Madin, architetto britannico (n. 1924)
- 2012 - Edward Muscare, personaggio televisivo e youtuber statunitense (n. 1932)
- 2012 - Stefano Scodanibbio, contrabbassista e compositore italiano (n. 1956)
- 2012 - Alexis Weissenberg, pianista bulgaro (n. 1929)
- 2013 - Asbjørn Aarnes, storico norvegese (n. 1923)
- 2013 - Kenojuak Ashevak, artista canadese (n. 1927)
- 2013 - Tat'jana Lemechova, cestista e allenatrice di pallacanestro sovietica (n. 1946)
- 2014 - Charles Casali, calciatore svizzero (n. 1923)
- 2014 - Irma Heijting-Schuhmacher, nuotatrice olandese (n. 1925)
- 2015 - Fernando Argila, calciatore e allenatore di calcio spagnolo (n. 1920)
- 2015 - Andraé Crouch, compositore, cantautore e produttore discografico statunitense (n. 1942)
- 2015 - Orlando De Toni, hockeista su ghiaccio italiano (n. 1951)
- 2015 - Richard Meade, cavaliere britannico (n. 1938)
- 2015 - Remo Pianezzi, ciclista su strada svizzero (n. 1927)
- 2016 - Alessandro Ghinami, funzionario e politico italiano (n. 1923)
- 2016 - Medea Jugeli, ginnasta sovietica (n. 1925)
- 2016 - Germán Moreno, attore, comico e personaggio televisivo filippino (n. 1933)
- 2016 - Domenico Sangillo, pittore e poeta italiano (n. 1922)
- 2016 - Piet Steenkamp, politico olandese (n. 1925)
- 2017 - Nicolai Gedda, tenore svedese (n. 1925)
- 2017 - Dr. Feelx, conduttore radiofonico, produttore discografico e personaggio televisivo nigeriano (n. 1960)
- 2017 - James Mancham, politico seychellese (n. 1939)
- 2017 - Giovanni Marino, politico e avvocato italiano (n. 1926)
- 2017 - Zacharie Noah, calciatore camerunese (n. 1937)
- 2017 - Ruth Perry, politica liberiana (n. 1939)
- 2017 - Leonello Radi, economista italiano (n. 1930)
- 2017 - Ali Akbar Hashemi Rafsanjani, politico e militare iraniano (n. 1934)
- 2017 - Peter Sarstedt, cantautore britannico (n. 1941)
- 2018 - Hans Aabech, calciatore danese (n. 1948)
- 2018 - Denise LaSalle, cantante statunitense (n. 1934)
- 2018 - Massimo Maria Berruti, politico e militare italiano (n. 1949)
- 2018 - Vittorio Fagone, critico d'arte italiano (n. 1933)
- 2018 - Franco Gallarotti, politico italiano (n. 1924)
- 2018 - Juan Carlos García Barahona, calciatore honduregno (n. 1988)
- 2018 - Antonio Munguía, calciatore messicano (n. 1942)
- 2018 - Donnelly Rhodes, attore canadese (n. 1937)
- 2018 - George Maxwell Richards, politico e ingegnere trinidadiano (n. 1931)
- 2019 - Pierre Barillet, drammaturgo e scrittore francese (n. 1923)
- 2019 - Antal Bolvári, pallanuotista ungherese (n. 1932)
- 2019 - Pietrangelo Gregorio, ingegnere e inventore italiano (n. 1928)
- 2019 - Khosro Harandi, scacchista iraniano (n. 1950)
- 2019 - Larry Langford, politico statunitense (n. 1946)
- 2019 - Teodosio Losito, sceneggiatore, cantante e attore italiano (n. 1965)
- 2019 - Jan Skogh, schermidore svedese (n. 1941)
- 2020 - Edd Byrnes, attore statunitense (n. 1933)
- 2020 - Buck Henry, attore, sceneggiatore e regista statunitense (n. 1930)
- 2020 - Giorgio Listuzzi, attore italiano (n. 1934)
- 2020 - Pilar di Borbone-Spagna, principessa e dirigente sportiva spagnola (n. 1936)
- 2021 - Cástor Oswaldo Azuaje Pérez, vescovo cattolico venezuelano (n. 1951)
- 2021 - Harold Bornstein, medico statunitense (n. 1947)
- 2021 - Ed Bruce, cantautore e attore statunitense (n. 1939)
- 2021 - Steve Carver, regista statunitense (n. 1945)
- 2021 - David Darling, violoncellista e compositore statunitense (n. 1941)
- 2021 - Marissa Garrido, autrice televisiva, sceneggiatrice e drammaturga messicana (n. 1926)
- 2021 - Mario Santonastaso, attore e cabarettista italiano (n. 1937)
- 2021 - Alberto Terrani, attore italiano (n. 1935)
- 2022 - Baktash Abtin, poeta, scrittore e regista iraniano (n. 1974)
- 2022 - Marilyn Bergman, paroliera statunitense (n. 1929)
- 2022 - Charles Debbasch, giurista e politico francese (n. 1937)
- 2022 - Michael Lang, imprenditore statunitense (n. 1944)
- 2022 - Viktor Mazin, sollevatore sovietico (n. 1954)
- 2022 - Carmelo Pujia, politico italiano (n. 1927)
- 2022 - John Rambo, altista statunitense (n. 1943)
- 2022 - Nina Ročeva, fondista sovietica (n. 1948)
- 2022 - György Telegdy, cestista ungherese (n. 1927)
- 2023 - Gian Pietro Calasso, regista, sceneggiatore e drammaturgo italiano (n. 1937)
- 2023 - Bob Marchese, attore italiano (n. 1937)
- 2023 - Roberto Dinamite, calciatore e politico brasiliano (n. 1954)
- 2024 - Carl-Erik Asplund, pattinatore di velocità su ghiaccio svedese (n. 1923)
- 2024 - Guy Bonnet, cantautore francese (n. 1942)
- 2024 - Adan Canto, attore messicano (n. 1981)
- 2024 - Rolf Gerber, bobbista svizzero (n. 1930)
- 2024 - Frans Janssens, calciatore belga (n. 1945)
- 2024 - Shahla Lahiji, scrittrice, editrice e traduttrice iraniana (n. 1942)
- 2024 - Phill Niblock, compositore statunitense (n. 1933)
- 2024 - Ventura Pons, regista e produttore cinematografico spagnolo (n. 1945)
- 2024 - Gian Franco Reverberi, compositore italiano (n. 1934)
- 2024 - J. P. R. Williams, rugbista a 15, tennista e chirurgo britannico (n. 1949)
- 2025 - Gabriel de Broglie, storico, politico e diplomatico francese (n. 1931)
- 2025 - Fabio Cudicini, calciatore italiano (n. 1935)
- 2025 - Kjell-Olof Feldt, politico svedese (n. 1931)
- 2025 - Rino Tommasi, giornalista, conduttore televisivo e telecronista sportivo italiano (n. 1934)

## Senza anno specificato(2)
- Gudula di Bruxelles, religiosa francese
- Nathalan, santo scozzese